# Colour the Small One
Colour the Small One è il terzo album in studio della cantautrice australiana Sia pubblicato il 19 gennaio 2004 dalla Universal Music Group.

## Promozione
È stato ripubblicato negli Stati Uniti d'America il 10 gennaio 2006, dopo che il brano Breathe Me ha suscitato l'attenzione nella radio alternative, dopo essere stata scelta come musica di chiusura nella serie finale del telefilm drammatico trasmesso da HBO, Six Feet Under.
In Regno Unito, il vero singolo di lancio Breathe Me (seconda uscita dopo Don't Bring Me Down) ha raggiunto un dignitoso settantunesimo posto in classifica nel mese di maggio 2004, mentre il terzo singolo Where I Belong non è riuscito ad imporsi in nessun mercato.
In seguito al riaffiorare del successo riscosso da Breathe Me negli Stati Uniti, il brano è stato nuovamente lanciato riscuotendo un grande successo nelle emittenti radio rock e alternative al sopraggiungere e all'arrivo della primavera.

## Tracce
1. Rewrite – 4:45 (Samuel Dixon, Sia Furler)
2. Sunday – 4:17 (Samuel Dixon, Sia Furler)
3. Breathe Me – 4:34 (Dan Carey, Sia Furler)
4. The Bully – 3:51 (Beck, Sia Furler, Jimmy Hogarth)
5. Sweet Potato – 4:00 (Kevin Cormack, Sia Furler, Jimmy Hogarth)
6. Don't Bring Me Down – 4:25 (Sia Furler, Blair MacKichan)
7. Natale's Song – 2:32 (Samuel Dixon, Sia Furler)
8. Butterflies – 3:26 (Kevin Cormack, Sia Furler, Jimmy Hogarth)
9. Moon – 5:02 (Samuel Dixon, Sia Furler, Jimmy Hogarth)
10. The Church of What's Happening Now – 4:27 (Samuel Dixon, Sia Furler)
11. Numb – 4:40 (Sia Furler, Felix Howard, James MacMillan)
12. Where I Belong – 5:45 (Samuel Dixon, Sia Furler)

Edizione statunitense
1. Broken Biscuit – 4:55 (Chad Fischer, Sia Furler)
2. Sea Shells – 4:51 (Sia Furler, Larry Goldings)
3. Breathe Me (Four Tet Remix) – 5:03 (Dan Carey, Sia Furler)
4. Breathe Me (Ulrich Schnauss Remix) – 4:53 (Dan Carey, Sia Furler)